# Salome Karwah
Salomé Karwah (1988 - 21 de febrero de 2017) era una enfermera liberiana que fue nombrada Persona del Año por la revista Time en 2014 por su lucha contra la epidemia del virus del ébola en Liberia. Ella misma había sobrevivido a la enfermedad antes de regresar al lugar donde casi perdió la vida para trabajar con la ONG Médicos sin fronteras y ayudar a otros enfermos de ébola. Las acciones de Salomé Karwah, junto a las de otros profesionales de la salud, salvaron miles de vidas.
Dos años más tarde, Salomé murió por complicaciones en el nacimiento de su cuarto hijo, posiblemente debido a la falta de atención a causa de la extendida creencia de que los supervivientes de ébola todavía pueden transmitir el virus, según contó su marido. Incluso antes del estallido del ébola, Liberia tenía uno de los índices más altos de mortalidad materna en el mundo.

## Biografía
El padre de Karwah era médico, tenía una clínica a varios km de Monrovia en la que Salomé trabajó. En 2013 conoció al que sería su futuro marido, James Harris, a través de un amigo común. Poco después comenzaron a salir.

### Su trabajo con el Ébola
En 2014, un año después de que Karwah y Harris empezaran su relación, la epidemia del virus del ébola golpeó Liberia, así como a los países vecinos de Guinea y Sierra Leona. Su familia fue de las primeras que contrajeron la enfermedad en el verano de 2014. Finalmente el ébola mató a sus padres y a otros siete parientes. Salomé, su hermana Josephine y James Harris, también  afectados por el virus, ingresaron en una unidad de Médicos sin Fronteras en Monrovia  para ser tratados junto a otros pacientes afectados por el virus. La prioridad de Salome Karwah era ayudar a su hermana, Josephine Manly, que estaba embarazada cuando contrajo el ébola. La cuidó, cambiándole la ropa y limpiando los fluidos que contenían el virus, y durante este tiempo le ocultó la noticia de la muerte de su madre, temiendo que tuviera un efecto perjudicial en su salud.
En septiembre de 2014, las dos hermanas Karwah se habían recuperado y fueron dadas de alta del hospital. Salome Karwah dejó la unidad de ébola el 28 de agosto de 2014. Su pareja, James Harris, unos días después. El personal de Médicos Sin Fronteras (MSF) había observado que durante su estancia en el hospital como pacientes, Karwah y Harris habían mostrado interés por otras víctimas del ébola, aún a riesgo de su propia salud. Poco después de haber recibido el alta, MSF los contrató como asesores de salud mental en sus unidades de ébola. Salome Karwah regresó al centro en el que había visto morir a sus padres, esta vez como asesora y enfermera, un mes después de su recuperación. Como supervivientes, tanto ella como James habían desarrollado una inmunidad natural al virus.
Karwah, que fue entrevistada por NPR en 2014, recordó que «no fue duro volver [al centro de tratamiento del ébola]. Es cierto que perdí a mis padres aquí...Pero si  puedo ayudar a alguien a sobrevivir, seré muy feliz». Permaneció en la unidad hasta el fin de la epidemia.
En octubre de 2014, Karwah escribió un artículo en The Guardian donde explicaba que ayudar a otras personas afectadas por ébola  dio sentido a su vida. En el mismo artículo reiteró que «si alguien tiene ébola, no es bueno estigmatizarlos, porque no sabes quién será el siguiente en contraer el virus». 
La revista Time nombró a Salome Karwah Persona del Año, junto a otras personas que lucharon contra el ébola. Apareció en la portada de la revista en diciembre de 2014, unos meses después de abandonar el hospital tras ser dada de alta.[cita requerida]
Salomé y James se casaron en enero de 2016 cuando ella estaba embarazada de su tercer hijo, que nació unos meses después. En el verano de 2016, volvió a quedar embarazada de su cuarto hijo, que la pareja había decidido que sería el último.[cita requerida]

### Complicaciones en el parto
Salomé Karwah tuvo un embarazo difícil. En febrero de 2017, debido a problemas de hipertensión, le hicieron una cesárea. A pesar de todas estas complicaciones, fue dada de alta unas horas después. Ella y Harris regresaron a casa para cuidar a su hijo recién nacido, Jeremiah Solomon Karwah, y a sus otros tres hijos. Poco después de llegar a casa, sufrió un colapso y empezó a echar espuma por la boca.
Su marido la llevó inmediatamente de vuelta al hospital la noche del 19 de febrero de 2017. El médico especializado en tratar a los supervivientes de ébola no estaba de turno en ese momento y el que estaba rechazó tratarla, tuvo que esperar en el coche durante "tres horas"  mientras sufría convulsiones. Harris finalmente entró en Emergencias y él mismo cogió una silla de ruedas para llevar a su mujer al interior del edificio. Según Harris, el médico y las enfermeras de turno rechazaron otra vez visitar a Karwah, diciéndole que  la tenía que llevar a otro hospital. Harris contó a NPR en una entrevista que "[El doctor] miraba Facebook... yo tuve que ir personalmente a Emergencias a buscar una silla de ruedas, y sacar a mi mujer del coche para ponerla en ella. Otras enfermeras vinieron a ayudarme, pero el doctor me dijo que no la tocaba, y que si [Salome] se quedaba [en el hospital] moriría."
Harris contactó con un epidemiólogo llamado Dr. Mosoka Fallah, que llegó al hospital tres horas más tarde y finalmente admitieron a Karwah. A pesar de sus esfuerzos, Salome Karwah, que había sobrevivido al ébola, murió por complicaciones en el nacimiento de su hijo el 21 de febrero de 2017, a la edad de 28 años, justo cuatro días después de dar a luz. 
Harris y la hermana de Salomé, Josephine, acusaron al personal del hospital de negligencia, debido a su condición de expaciente de ébola, y al personal médico de proporcionar cuidados inadecuados por miedo a tocarla. El Ministerio de Sanidad de Liberia inició una investigación ante estos hechos.
Los reconocimientos llegaron de todo el mundo, incluyendo a Médicos sin Fronteras, que publicaron una declaración, "La experiencia de Salomé con el Ébola le hizo tener una enorme empatía por los pacientes a los que intentaba sacar adelante, demostrando siempre una dedicación absoluta y una profesionalidad encomiable. Todos los que trabajamos con ella recordamos siempre su impresionante fuerza y dedicación y nunca olvidaremos aquella maravillosa sonrisa que nos regalaba cuando las cosas se ponían difíciles. Hizo una enorme contribución al trabajo de MSF en los momentos en los que el Ébola atacaba con más fuerza en Liberia y sin duda alguna es la responsable directa de que muchos de los pacientes de nuestra clínica hoy estén curados."
La vida de Salomé Karwah fue recordada en Radio de BBC 4 en el programa de necrología Última Palabra por la editora de la Revista Time para África, Aryn Baker.